# Foot Ball Club Brescia 1930-1931
Questa pagina raccoglie i dati riguardanti il Foot Ball Club Brescia nelle competizioni ufficiali della stagione 1930-1931.

## Stagione
La stagione 1930-1931 del Brescia ancora allenato dall'ungherese Imre Schoffer termina con un nono posto in Serie A, ripetendo quindi il risultato della stagione precedente.
Nel corso del campionato la squadra ha ottenuto sia la sua vittoria più larga nella massima serie il (7-3 casalingo contro l'Alessandria) e una delle sconfitte più pesanti il (7-1 in casa del Bologna). Miglior realizzatore delle rondinelle il legnanese Rocco Ranelli che ha firmato 12 reti.

## Divise
Le maglie utilizzate nella stagione furono quelle "classiche": blu Savoia con V bianca la prima divisa, colori opposti per la seconda.
| Casa | Trasferta |

## Rosa
| N. |                   | Ruolo | Calciatore          |
| -- | ----------------- | ----- | ------------------- |
|    | Italia (bandiera) | P     | Piergiacomo Morandi |
|    | Italia (bandiera) | P     | Giuseppe Peruchetti |
|    | Italia (bandiera) | D     | Giovanni Acerboni   |
|    | Italia (bandiera) | D     | Riccardo Bonometti  |
|    | Italia (bandiera) | D     | Andrea Gadaldi      |
|    | Italia (bandiera) | D     | Angelo Pasolini     |
|    | Italia (bandiera) | D     | Bonifacio Scaltriti |
|    | Italia (bandiera) | D     | Gianni Tommasini    |
|    | Italia (bandiera) | C     | Antonio Cominelli   |
|    | Italia (bandiera) | C     | Evaristo Frisoni II |

| N. |                   | Ruolo | Calciatore              |
| -- | ----------------- | ----- | ----------------------- |
|    | Italia (bandiera) | C     | Giovanni Gasparini      |
|    | Italia (bandiera) | C     | Mario Maffioli          |
|    | Italia (bandiera) | C     | Ezio Morselli           |
|    | Italia (bandiera) | A     | Bruno Bianchi           |
|    | Italia (bandiera) | A     | Giuseppe Bonini         |
|    | Italia (bandiera) | A     | Carlo Bossini           |
|    | Italia (bandiera) | A     | Giovanni Braga          |
|    | Italia (bandiera) | A     | Luigi Giuseppe Giuliani |
|    | Italia (bandiera) | A     | Rocco Ranelli           |
|    | Italia (bandiera) | A     | Erminio Reggiani        |

### Staff tecnico
| Allenatore: | Imre Schoffer |

## Risultati

### Serie A[1][2]

#### Girone di andata
| Arbitro: | Malagodi (Ferrara) |

|                                             |           |  |
| Scagliotti 5’, 89’ Cattaneo 53’ (rig.), 82’ | Marcatori |  |

| Arbitro: | Bertoli (Vicenza) |

|          |           |                     |
| Braga 7’ | Marcatori | 39’ Aimi 62’ Dugoni |

| Arbitro: | Garbieri (Genova) |

|                              |           |                                       |
| Rivolta 38’, 42’ Ferrero 70’ | Marcatori | 19’ Ranelli 22’ Reggiani 72’ Giuliani |

| Arbitro: | Garbieri (Genova) |

|  |           |           |
|  | Marcatori | 89’ Braga |

| Arbitro: | Malagodi (Ferrara) |

|                       |           |           |
| Braga 14’ Ranelli 63’ | Marcatori | 62’ Rizzi |

| Arbitro: | Giorgi (Gallarate) |

|                  |           |  |
| Ranelli 41’, 50’ | Marcatori |  |

| Arbitro: | Lenti (Genova) |

|               |           |             |
| Libonatti 83’ | Marcatori | 86’ Ranelli |

| Arbitro: | Bertoli (Vicenza) |

|              |           |  |
| Magnozzi 45’ | Marcatori |  |

| Arbitro: | Zorzi (Belluno) |

|                                                 |           |            |
| Maffioli 27’ Frisoni II 53’ (rig.) Giuliani 79’ | Marcatori | 69’ Masera |

| Arbitro: | Barlassina (Novara) |

|                               |           |             |
| Vojak I 10’ Mihalich 41’, 87’ | Marcatori | 1’ Giuliani |

| Arbitro: | Scorzoni (Bologna) |

|             |           |  |
| Ranelli 36’ | Marcatori |  |

| Arbitro: | Barlassina (Novara) |

|              |           |                         |
| Giuliani 68’ | Marcatori | 31’ Albertoni 70’ Patri |

| Arbitro: | Malagodi (Ferrara) |

|                                                                       |           |             |
| Schiavio 3’, 40’, 89’ Reguzzoni 33’ (rig.) Fedullo 64’, 70’ Maini 87’ | Marcatori | 10’ Ranelli |

| Arbitro: | Caironi (Milano) |

|                          |           |  |
| Giuliani 46’ Ranelli 70’ | Marcatori |  |

| Arbitro: | Tagliabue (Milano) |

|                               |           |  |
| Ferrari 44’, 50’ Cesarini 65’ | Marcatori |  |

| Arbitro: | Rovida (Milano) |

|                          |           |                              |
| Scaltriti 3’ Bianchi 75’ | Marcatori | 13’ (rig.) Zanello 55’ Piola |

| Arbitro: | Barlassina (Novara) |

|                                      |           |  |
| Volk 48’ Bernardini 54’ Lombardo 75’ | Marcatori |  |

#### Girone di ritorno
| Arbitro: | Gonani (Ravenna) |

|                                                                             |           |                                     |
| Giuliani 2’ Maffioli 27’, 70’ Scaltriti 40’ Frisoni II 49’ Ranelli 59’, 61’ | Marcatori | 54’, 79’ Banchero II 75’ Scagliotti |

| Arbitro: | Barlassina (Novara) |

|                                       |           |                                        |
| Mazzoni 6’ Piccaluga 39’ Lombatti 41’ | Marcatori | 21’ (aut.) Sabbadini 65’ (aut.) Dugoni |

| Brescia 1º marzo 1931 20ª giornata | Brescia            | 0 – 0 | Ambrosiana | Stadium di viale Piave\| Arbitro: \| Scorzoni (Bologna) \| |
| Arbitro:                           | Scorzoni (Bologna) |       |            |                                                            |

| Arbitro: | Guarnieri (Milano) |

|              |           |                |
| Pasolini 85’ | Marcatori | 14’ Zambianchi |

| Arbitro: | Malagodi (Ferrara) |

|                     |           |                        |
| Cidri 20’ Rizzi 30’ | Marcatori | 55’ Braga 60’ Reggiani |

| Casale Monferrato 22 marzo 1931 23ª giornata | Casale           | 0 – 0 | Brescia | Stadio Natale Palli\| Arbitro: \| Casetta (Milano) \| |
| Arbitro:                                     | Casetta (Milano) |       |         |                                                       |

| Arbitro: | Scorzoni (Bologna) |

|                                    |           |               |
| Reggiani 21’ Frisoni II 34’ (rig.) | Marcatori | 82’ Libonatti |

| Arbitro: | Carraro (Padova) |

|                               |           |  |
| Maffioli 57’, 60’ Ranelli 87’ | Marcatori |  |

| Arbitro: | Gonani (Ravenna) |

|                              |           |  |
| Molinari 18’, 46’ Chiesa 20’ | Marcatori |  |

| Arbitro: | Caironi (Milano) |

|  |           |             |
|  | Marcatori | 89’ Vojak I |

| Arbitro: | Barlassina (Novara) |

|  |           |                                 |
|  | Marcatori | 5’, 85’, 89’ Braga 29’ Giuliani |

| Arbitro: | Caironi (Milano) |

|           |           |                                    |
| Patri 66’ | Marcatori | 38’ (rig.) Frisoni II 64’ Reggiani |

| Arbitro: | Rovida (Milano) |

|                         |           |           |
| Pastore 30’ Spivach 50’ | Marcatori | 32’ Braga |

| Arbitro: | Bevilacqua (Viareggio) |

|                          |           |  |
| Reggiani 73’ Ranelli 82’ | Marcatori |  |

| Arbitro: | Lenti (Genova) |

|              |           |          |
| Giuliani 61’ | Marcatori | 32’ Orsi |

| Arbitro: | Ciamberlini (Genova) |

|                |           |  |
| Piola 63’, 65’ | Marcatori |  |

| Arbitro: | Caironi (Milano) |

|                                     |           |                                 |
| Braga 27’ Maffioli 33’ Giuliani 49’ | Marcatori | 20’ Lombardo 41’ (aut.) Gadaldi |

## Statistiche

### Statistiche di squadra
| Competizione | Punti | In casa | In casa | In casa | In casa | In casa | In casa | In trasferta | In trasferta | In trasferta | In trasferta | In trasferta | In trasferta | Totale | Totale | Totale | Totale | Totale | Totale | DR |
| Competizione | Punti | G       | V       | N       | P       | Gf      | Gs      | G            | V            | N            | P            | Gf           | Gs           | G      | V      | N      | P      | Gf     | Gs     | DR |
| ------------ | ----- | ------- | ------- | ------- | ------- | ------- | ------- | ------------ | ------------ | ------------ | ------------ | ------------ | ------------ | ------ | ------ | ------ | ------ | ------ | ------ | -- |
| Serie A      | 34    | 17      | 10      | 4       | 3       | 33      | 17      | 17           | 3            | 4            | 10           | 18           | 38           | 34     | 13     | 8      | 13     | 51     | 55     | -4 |

### Statistiche dei giocatori[5]
| Giocatore     | Serie A  | Serie A |
| Giocatore     | Presenze | Reti    |
| ------------- | -------- | ------- |
| G. Acerboni   | 5        | 0       |
| B. Bianchi    | 9        | 1       |
| G. Bonini     | 1        | 0       |
| R. Bonometti  | 5        | 0       |
| C. Bossini    | 8        | 0       |
| G. Braga      | 26       | 9       |
| A. Cominelli  | 1        | 0       |
| E. Frisoni II | 34       | 4       |
| A. Gadaldi    | 31       | 0       |
| G. Gasparini  | 4        | 0       |
| L.G. Giuliani | 32       | 9       |
| M. Maffioli   | 29       | 6       |
| P. Morandi    | 2        | -2      |
| E. Morselli   | 31       | 0       |
| A. Pasolini   | 28       | 1       |
| G. Peruchetti | 32       | -53     |
| R. Ranelli    | 32       | 12      |
| E. Reggiani   | 28       | 5       |
| B. Scaltriti  | 32       | 2       |
| G. Tommasini  | 4        | 0       |